# Тибиотарзус

Скелет голубя. Тибиотарзус отмечен № 10 и 11

Тибиотарзус, или голено-предплюсна (лат. Tibiotarsus), — кость между бедром и цевкой в ноге птиц. Образуется сращиванием большеберцовой кости с четырьмя проксимальными костями предплюсны.
Подобное анатомическое образование было также у гетеродонтозавров (Heterodontosauridae). Но эти небольшие птицетазовые динозавры не были родственными птицам, поэтому сходство строения их ног считается конвергенцией.